# Passage Doisy
Passage Doisy är en passage i Quartier des Ternes i Paris sjuttonde arrondissement. Gatan är uppkallad efter en markägare på vars mark gatan anlades. Passage Doisy börjar vid Avenue des Ternes 55 och slutar vid Rue d'Armaillé 18 bis.

## Omgivningar
- Saint-Ferdinand-des-Ternes
- Cité Férembach
- Square Villaret-de-Joyeuse
- Rue du Colonel-Moll

## Bilder
| - Gatuskylt. - Saint-Ferdinand-des-Ternes. |

## Kommunikationer
- Tunnelbana – linje  – Argentine
- Busshållplats Saint-Ferdinand – Paris bussnät

### Webbkällor
- ”Passage Doisy”. Mairie de Paris. https://web.archive.org/web/20160303173312/http://www.v2asp.paris.fr/commun/v2asp/v2/nomenclature_voies/Voieactu/2906.nom.htm. Läst 8 januari 2024.
- ”Passage Doisy (17ème arrondissement)”. Les rues de Paris. https://web.archive.org/web/20160409094953/http://www.parisrues.com/rues17/paris-17-passage-doisy.html. Läst 8 januari 2024.